# 德性倫理學
德性倫理學（英語：Virtue Ethics）也称为德行倫理學或美德伦理学，是一個規範倫理學理論。德性倫理學聚焦在道德主体，即行為的推動者。道德主體的性格為倫理行為的推動力。不同于其他规范伦理学理论（如目的論、義務論），德行伦理学不试图判断单一行为是否符合道德。德性伦理学认为，当且仅当道德主体有正确的性格特质，道德主体所作的行为是道德的。
古希臘哲學家柏拉圖和亞里士多德、古希臘和古羅馬的斯多亞學派、中國的孔子都被視為德性倫理學代表。美國哲學家阿拉斯代爾·麥金泰爾則是20世紀後半期美德倫理學復興的重要人物，代表作為追尋美德。

## 延伸閱讀
- Hursthouse, Rosalind. . Oxford: Oxford University Press. 2010  [2021-11-07]. ISBN 978-0-19-924799-8. OCLC 706037964. （原始内容存档于2021-11-07） （英语）.
- Annas, Julia. . Oxford: Oxford University Press. 2013  [2021-11-07]. ISBN 978-0-19-922877-5. OCLC 1123170160. （原始内容存档于2021-11-07） （英语）.
- Stichter, Matt. . Ethical Theory and Moral Practice. 2007-03-28, 10 (2): 183–194. ISSN 1386-2820. doi:10.1007/s10677-006-9054-2 （英语）.
- Tsai, Cheng-hung. . Synthese. 2016-07, 193 (7): 2035–2052. ISSN 0039-7857. doi:10.1007/s11229-015-0828-8 （英语）.